# ベトナム系オーストラリア人
ベトナム系オーストラリア人 は、ベトナムに家系起源を持つオーストラリア人。中越戦争後に移住した中国系ベトナム人が大半をしめる。

## 歴史
1975年4月に南ベトナムが北ベトナム共産主義政府に占領されると、オーストラリア政府は UNHCR の難民移住計画に同意。1975−1985年に9万人以上の難民がベトナムからオーストラリアへ移住。1986年のオーストラリア在住の華僑・華人人口は約20万人であったが、うちベトナム出身の華僑・華人は最多の39％で、約8万人であった。
また、シドニー郊外カブラマッタの大規模なチャイナタウンは、1975年以降オーストラリアに移住したベトナム系中国人により形成されたものである。メルボルンにリッチモンド、バクスターなどのベトナム出身者のベトナムタウンがあるが、カブラマッタのチャイナタウンの方がはるかに規模が大きい。
1990年時点、オーストラリア国内で誕生した二世以下の人口が、ベトナム出身の一世の人口を上回る。現在は二世、三世を含めて20万人のベトナム系住民が住んでいると言われている。
21世紀、徐々に上昇を続けている。

## 人口統計

### 人口
人口：156,581人（2001年）、154,830人がオーストラリア国内生まれ
大部分がニューサウスウェールズ：40.7%、ビクトリア州：36.8% に居住している

### 宗教
ベトナム系オーストラリア人の宗教：
- カトリック：30.3%
- アングリカン：0.4％
- その他のキリスト教：3.1％
- その他の宗教（仏教など）：55.2％
- 無宗教：11.0％

出典：オーストラリア統計局（2004年）

### 言語
ベトナム語、中国語

## 著名なベトナム系オーストラリア人
- Hieu Van Le
- Sudjai Cook - ベトナム系オーストラリア人最初の オージーフットボール(AFL) 選手
- Khoa Do - 作家
- Phuong Ngo - 政治家、オーストラリア労働党
- Nathalie Huynh Chau Nguyen - 作家
- Tony Le-Nguyen -俳優、作家
- Sang Nguyen - 労働党員（ビクトリア州）、上院議員
- Tan Le
- Hung Le - コメディアン
- Sam Ly - ロンドン同時爆破事件 犠牲者
- Vi Le - 外交官
- Phạm Ngọc Hân - NewJeansのメンバー

## 参考
1. ↑  「華人月刊」1989年3月　その他マレーシア出身22％、中国出身18％、香港出身13％、シンガポール出身8％となっている